# Amtsgericht Künzelsau
Das Amtsgericht Künzelsau ist ein Gericht der ordentlichen Gerichtsbarkeit und eines von acht Amtsgerichten im Bezirk des Landgerichts Heilbronn.

## Gerichtssitz und -bezirk
Das Gericht hat seinen Sitz in Künzelsau unter der Adresse Schillerstraße 13. Der Gerichtsbezirk umfasst gemäß Anlage Nr. 45 des baden-württembergischen Gerichtsorganisationsgesetzes die Gemeinden Dörzbach, Forchtenberg, Ingelfingen, Krautheim, Künzelsau, Mulfingen, Niedernhall, Schöntal sowie Weißbach.

## Übergeordnete Gerichte
Das Amtsgericht Künzelsau ist Eingangsgericht (Gericht erster Instanz). Ihm übergeordnet ist das Landgericht Heilbronn sowie im weiteren Instanzenzug das Oberlandesgericht Stuttgart und der Bundesgerichtshof.